# Mistrzostwa Świata w Kolarstwie Torowym 1982
79. Mistrzostwa Świata w Kolarstwie Torowym odbyły się w dniach  23–29 sierpnia 1982 roku w brytyjskim Leicesterze. W programie mistrzostw znalazło się trzynaście konkurencji: sprint i wyścig na dochodzenie dla kobiet, a dla mężczyzn: sprint, wyścig na dochodzenie, wyścig ze startu zatrzymanego zarówno dla zawodowców jak i amatorów, wyścig drużynowy na dochodzenie zawodowców, wyścig tandemów, wyścig na 1000 m, wyścig punktowy amatorów oraz derny.

## Medaliści

### Kobiety
| Konkurencja                         | Złoto             | Srebro           | Brąz               |
| ----------------------------------- | ----------------- | ---------------- | ------------------ |
| 3000 m indywidualnie na dochodzenie | Rebecca Twigg     | Connie Carpenter | Jeannie Longo      |
| sprint indywidualny                 | Connie Paraskevin | Sheila Young     | Claudia Lommatzsch |

### Mężczyźni
| Konkurencja                              | Złoto                                                                                  | Srebro                                                                    | Brąz                                                              |
| ---------------------------------------- | -------------------------------------------------------------------------------------- | ------------------------------------------------------------------------- | ----------------------------------------------------------------- |
| wyścig punktowy zawodowców               | Urs Freuler                                                                            | Gary Sutton                                                               | Roman Hermann                                                     |
| wyścig punktowy amatorów                 | Hans-Joachim Pohl                                                                      | Michael Markussen                                                         | Karl Krenauer                                                     |
| wyścig ze startu zatrzymanego zawodowców | Martin Venix                                                                           | Wilfried Peffgen                                                          | Bruno Vicino                                                      |
| wyścig ze startu zatrzymanego amatorów   | Gaby Minneboo                                                                          | Mattheus Pronk                                                            | Rainer Podlesch                                                   |
| indywidualnie na dochodzenie zawodowców  | Alain Bondue                                                                           | Hans-Henrik Ørsted                                                        | Maurizio Bidinost                                                 |
| indywidualnie na dochodzenie amatorów    | Detlef Macha                                                                           | Rolf Gölz                                                                 | Mario Hernig                                                      |
| keirin                                   | Gordon Singleton                                                                       | Danny Clark                                                               | Tōru Kitamura                                                     |
| 1 km ze startu zatrzymanego              | Fredy Schmidtke                                                                        | Lothar Thoms                                                              | Emanuel Raasch                                                    |
| drużynowo na dochodzenie                 | ZSRR · Konstantin Chrabcow · Aleksandr Krasnow · Walerij Mowczan · Siergiej Nikitienko | RFN · Roland Günther · Gerhard Strittmatter · Axel Bokeloh · Michael Marx | NRD · Detlef Macha · Mario Hernig · Gerlad Buder · Volker Winkler |
| tandemy                                  | Czechosłowacja · Ivan Kučírek · Pavel Martínek                                         | RFN · Dieter Giebken · Fredy Schmidtke                                    | Holandia · Sjaak Pieters · Ton Vrolijk                            |
| sprint indywidualny zawodowców           | Kōichi Nakano                                                                          | Gordon Singleton                                                          | Yavé Cahard                                                       |
| sprint indywidualny amatorów             | Siergiej Kopyłow                                                                       | Lutz Hesslich                                                             | Emzar Gelaszwili                                                  |
| Derny                                    | Gerrie Knetemann                                                                       | Wilfried Peffgen                                                          | Bruno Vicino                                                      |

## Klasyfikacja medalowa
| Miejsce | Państwo           |   |   |   | Razem |
| ------- | ----------------- | - | - | - | ----- |
| 1.      | Holandia          | 3 | 1 | 1 | 5     |
| 2.      | NRD               | 2 | 3 | 3 | 8     |
| 3.      | Stany Zjednoczone | 2 | 2 | 0 | 4     |
| 4.      | ZSRR              | 2 | 0 | 1 | 3     |
| 5.      | RFN               | 1 | 4 | 2 | 7     |
| 6.      | Kanada            | 1 | 1 | 0 | 2     |
| 7.      | Francja           | 1 | 0 | 2 | 3     |
| 8.      | Japonia           | 1 | 0 | 1 | 2     |
| 9.      | Czechosłowacja    | 1 | 0 | 0 | 1     |
|         | Szwajcaria        | 1 | 0 | 0 | 1     |
| 11.     | Australia         | 0 | 2 | 0 | 2     |
|         | Dania             | 0 | 2 | 0 | 2     |
| 13.     | Włochy            | 0 | 0 | 3 | 3     |
| 14.     | Austria           | 0 | 0 | 1 | 1     |
|         | Liechtenstein     | 0 | 0 | 1 | 1     |